# 920 Роджерія
920 Роджерія (920 Rogeria) — астероїд головного поясу, відкритий 1 вересня 1919 року.
Тіссеранів параметр щодо Юпітера — 3,367.